# 环纹货贝
环纹货贝（又稱金环宝螺，舊名）为宝贝科货贝属的动物，俗名白贝齿。分布于太平洋和印度洋的暖水区、台湾岛以及中国大陆的广东、海南岛、西沙群岛、南沙群岛等地，属于暖海产。牠們一般生活于潮间带中、低潮区的岩礁间，常隐藏在礁石块下面或礁石的空隙内及不深的水塘内。该物种的模式产地在印度尼西亚安汶。